# St. Martin, Maria Magdalena und Georg (Kraftisried)

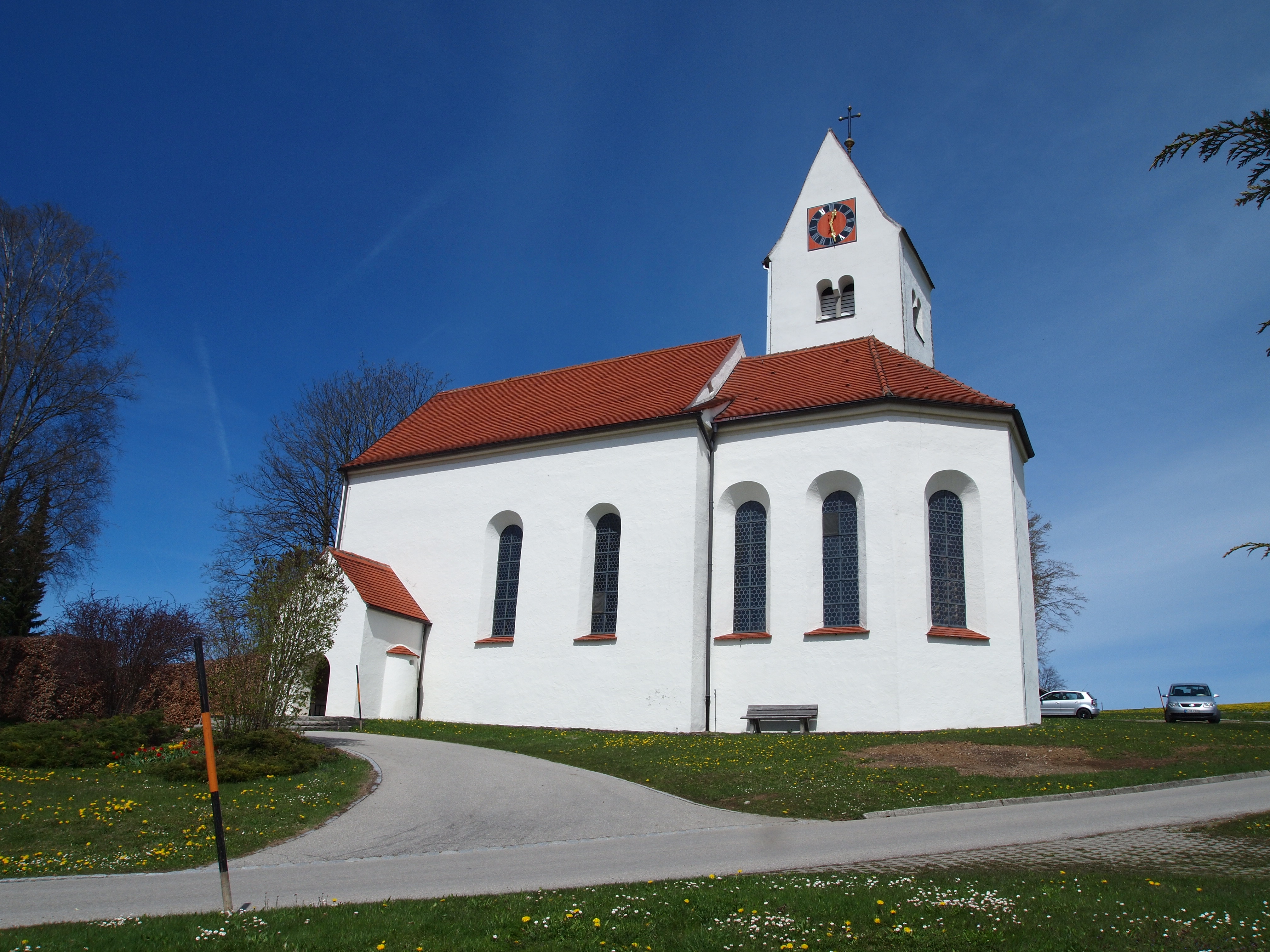
St. Martin, Maria Magdalena und Georg in Kraftisried

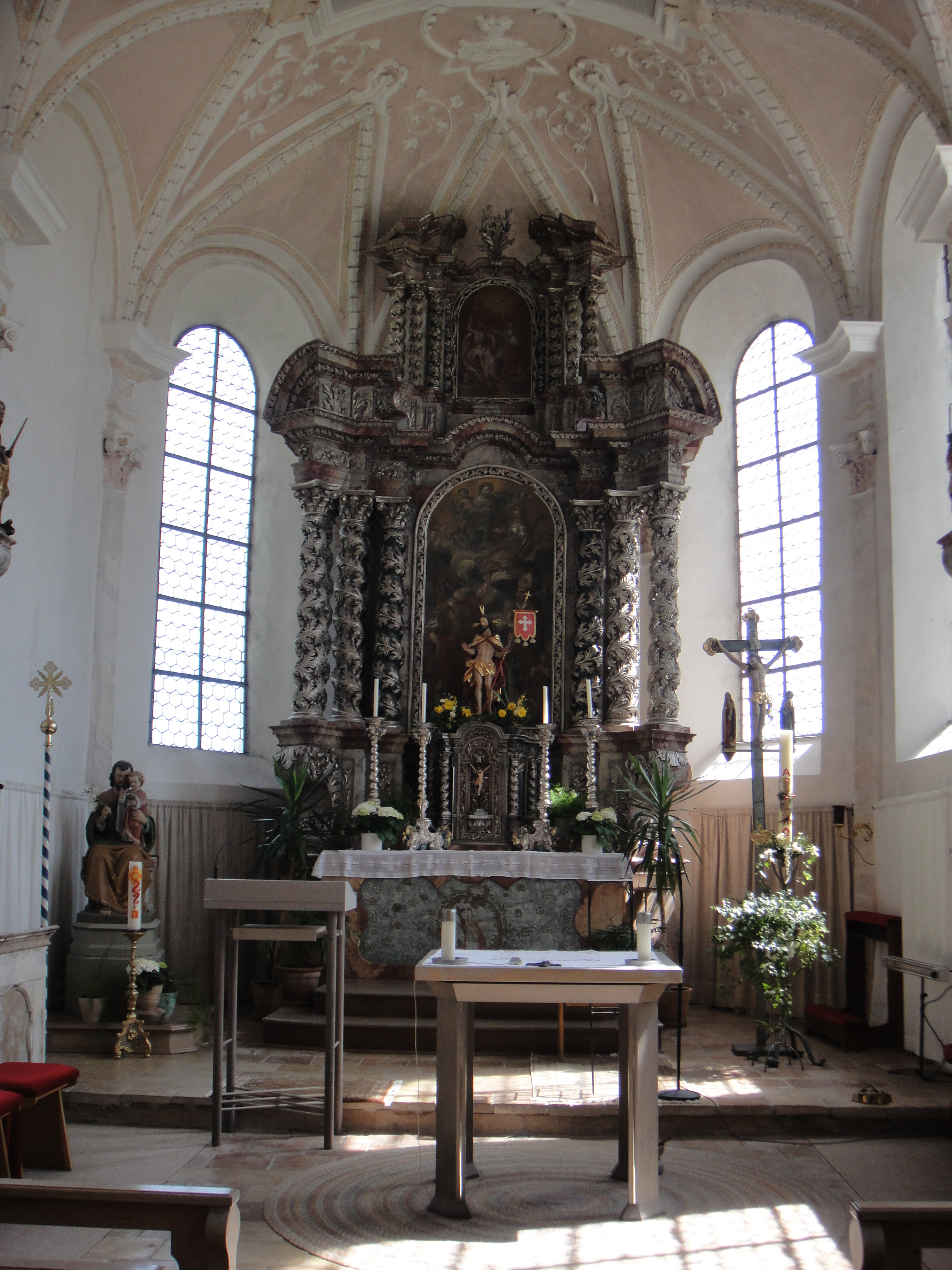
Altar

Die römisch-katholische Filialkirche St. Martin, Maria Magdalena und Georg steht in Kraftisried, einer Gemeinde im schwäbischen Landkreis Ostallgäu in Bayern. Das Bauwerk ist in der Liste der Baudenkmäler in Kraftisried als Baudenkmal unter der Nr. D-7-77-144-5 eingetragen. Die Kirche gehört zum Dekanat Marktoberdorf des Bistums Augsburg.

## Beschreibung
Die im Kern spätgotische Saalkirche wurde 1682/83 verändert und 1701/02 umgebaut. Sie besteht aus einem  Langhaus, einem eingezogenen, dreiseitig geschlossenen Chor im Osten und einem Chorflankenturm an der Nordwand des Chors. Sein oberstes Geschoss beherbergt hinter den als Biforien gestalteten Klangarkaden den Glockenstuhl. Darauf sitzt quer ein Satteldach zwischen den Giebeln mit den Zifferblättern der Turmuhr. Der Innenraum des Langhauses ist mit einer Flachdecke überspannt, der des Chors mit einem Stichkappengewölbe über Pilastern. Der Hochaltar stammt aus der Pfarrkirche St. Afra in Betzigau.